# Ptahhotep
Ptahhotep (în egipteana antică „Pacea lui Ptah”), uneori cunoscut sub numele de Ptahhotep I sau Ptahhotpe, a fost un vechi vizir egiptean din Antichitate de la sfârșitul secolului al XXV-lea î.Hr. și începutul secolului al XXIV-lea î.Hr. în timpul Dinastiei a V-a a Egiptului. I se atribuie scrierea Maximele lui Ptahhotep, o bucată timpurie de „literatură de înțelepciune” egipteană menită să-i instruiască pe tineri în privința  comportamentului potrivit în grupuri sociale.

## Biografie
Ptahhotep era administratorul orașului și vizirul (prim-ministrul) în timpul domniei faraonului Djedkare Isesi în timpul celei de-a V-a Dinastie.
Avea un fiu pe nume Akhethetep, și el vizir la rândul său. El și descendenții săi sunt îngropați la Saqqara⁠(d).
Mormântul lui Ptahhotep este situat într-o mastaba din Saqqara de Nord (Mastaba D62). Nepotul său Ptahhotep Tjefi, care trăi în timpul domniei lui Unas, fu îngropat în mastaba tatălui său (Mastaba 64). Mormântul lor este renumit pentru reprezentările sale remarcabile. Pe lângă titlurile de vizir, avea multe alte funcții importante, cum ar fi supraveghetor al vistieriei, supraveghetor al scribilor documentelor regelui, supraveghetor al grânarului și supraveghetor al tuturor lucrărilor regale.